# Anti Social Social Club
Anti Social Social Club (parfois stylisé en ASSC ou AntiSocialSocialClub) est une marque américaine de vêtements, d'accessoires de mode et de chaussures orientée streetwear et fondée par Neek Lurk en 2015,, qui travaillait auparavant pour Stüssy. 
La marque a collaboré avec A Bathing Ape, Dover Street Market, ainsi que Playboy,.